# 曾璧山（崇蘭）中學
曾璧山（崇蘭）中學（英語：Tsang Pik Shan (Sung Lan) Secondary School），為一所香港的津貼中學，於1990年創辦，並於2021年起改為現名。

## 歷史
此校於1986年11月由曾璧山居士成立、崇蘭中學校友主持的「香海蓮社」申辦。直至1990年2月，建校申請才獲得受理，學校亦冠名為「曾璧山中學」，以紀念在四年前逝世的崇蘭創辦人曾璧山居士。
至同年9月，曾璧山中學正式開辦首屆中一，共設8班。由於在馬鞍山的永久校舍仍未完工，故初期借用博愛醫院陳楷紀念中學5-6樓課室率先開課，直至1991年永久校舍落成為止。
1994年3月11日，此校舉行首屆中五畢業典禮及揭幕禮，由時任香港大學校長王賡武主持。
2018年，為紀念於六年前結束的崇蘭中學，校董會申請將校名改為「曾璧山（崇蘭）中學」，於三年後獲當局批准並正式生效。

## 班級與課程
截至2020年，此校除中一及中二為4班外，其他級別各設3班，共20班。除英文科外，其他科目均以中文授課。
在新高中選修科方面，此校設有化學、生物、物理、數學延伸部分（一）、經濟、企會財、地理、中國歷史、世界歷史、旅遊與款待及視藝科；至於科技與生活科，則於2021/22學年起取消並以德育及國民教育科取代。

## 歷任校長
- 鄭達禮先生（1990年-1993年，創校校長）
- 陳兆基先生（1993年-1999年，第二任）
- 梁笑梨女士（1999年-2010年，第三任）
- 劉振鴻先生（2010年-2013年，第四任）
- 何沛勝先生（2013年至今，現任校長）

## 校舍
此校為一所1988年版中學靈活式校舍，佔地4,647平方米，設有27間課室（其中一間為加建）連各種特別室。此校與毗鄰的香港中國婦女會馮堯敬紀念中學，均由耀榮建築有限公司承建，於1991年完工。

#### 校舍圖集

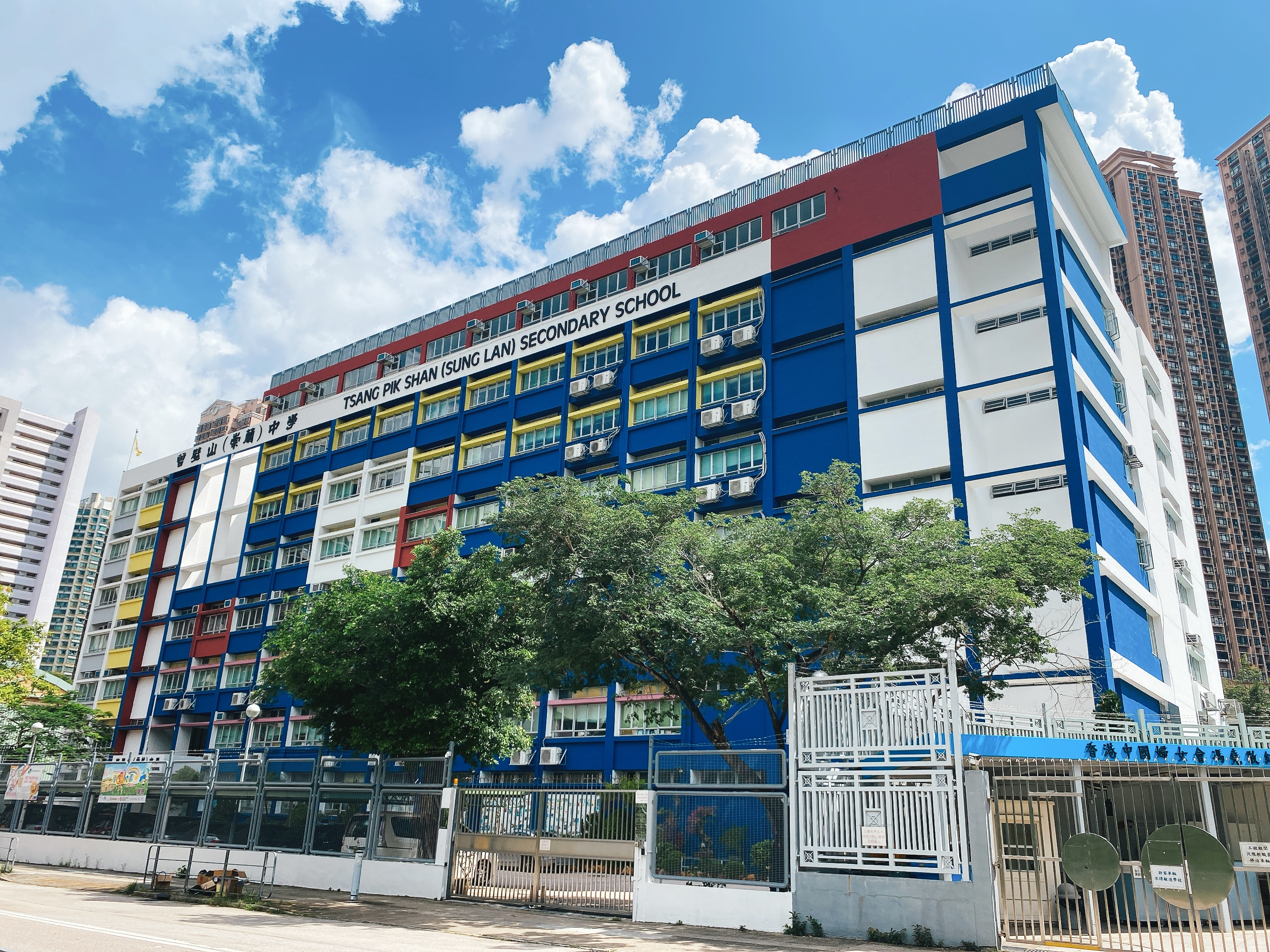
校舍東南面
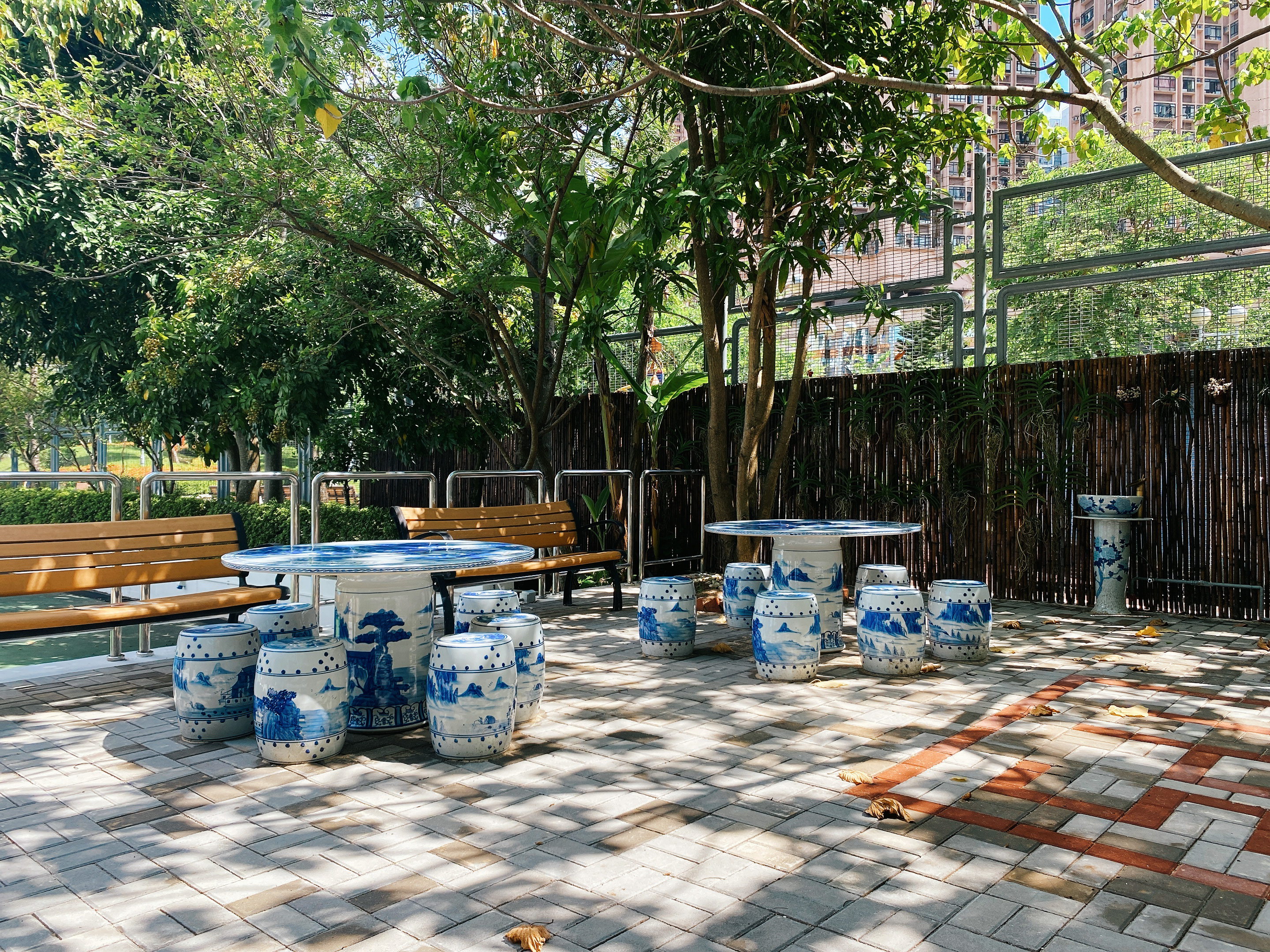
校內庭園，名為「蘭苑」
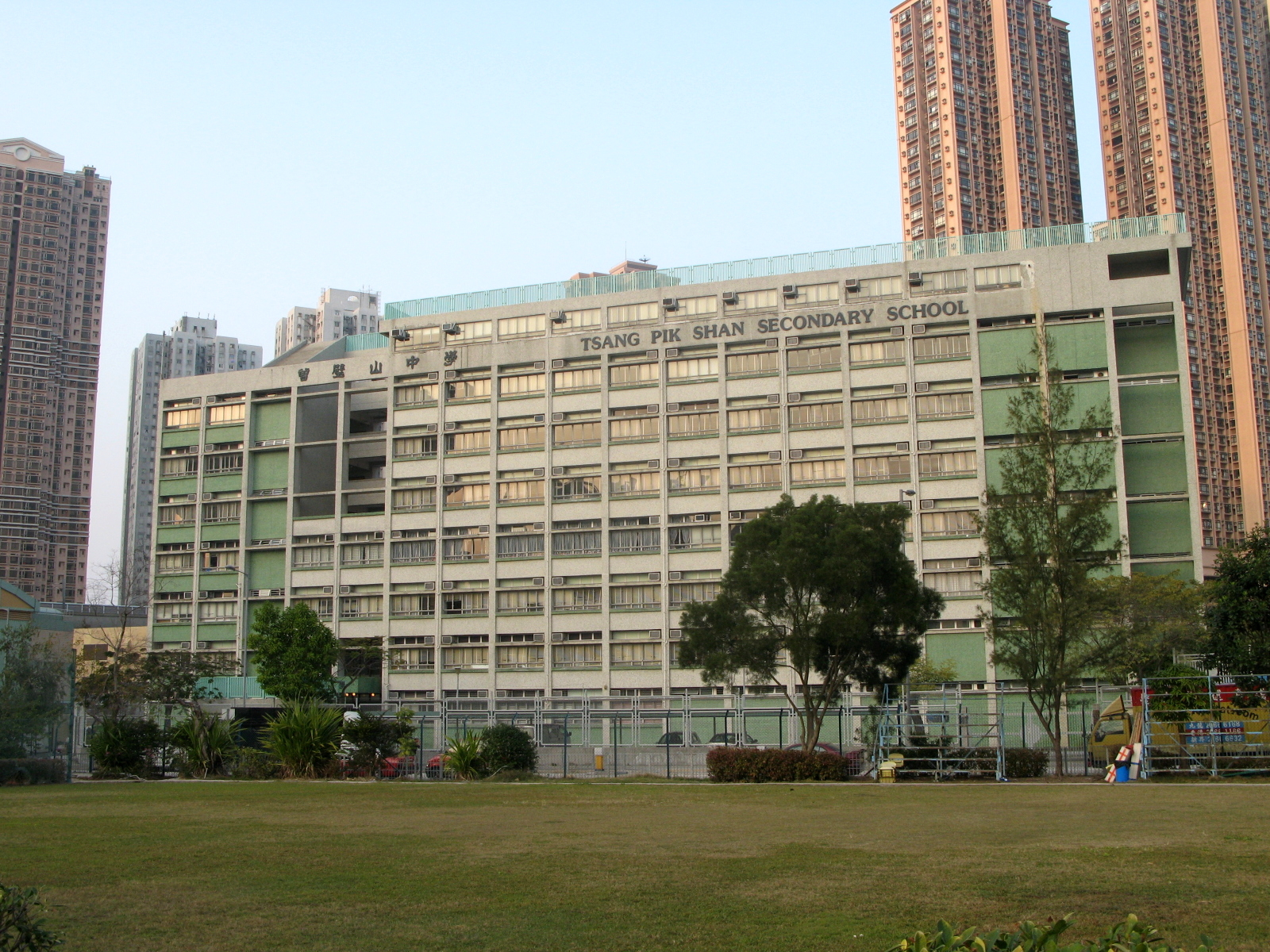
更名及翻漆前的校舍
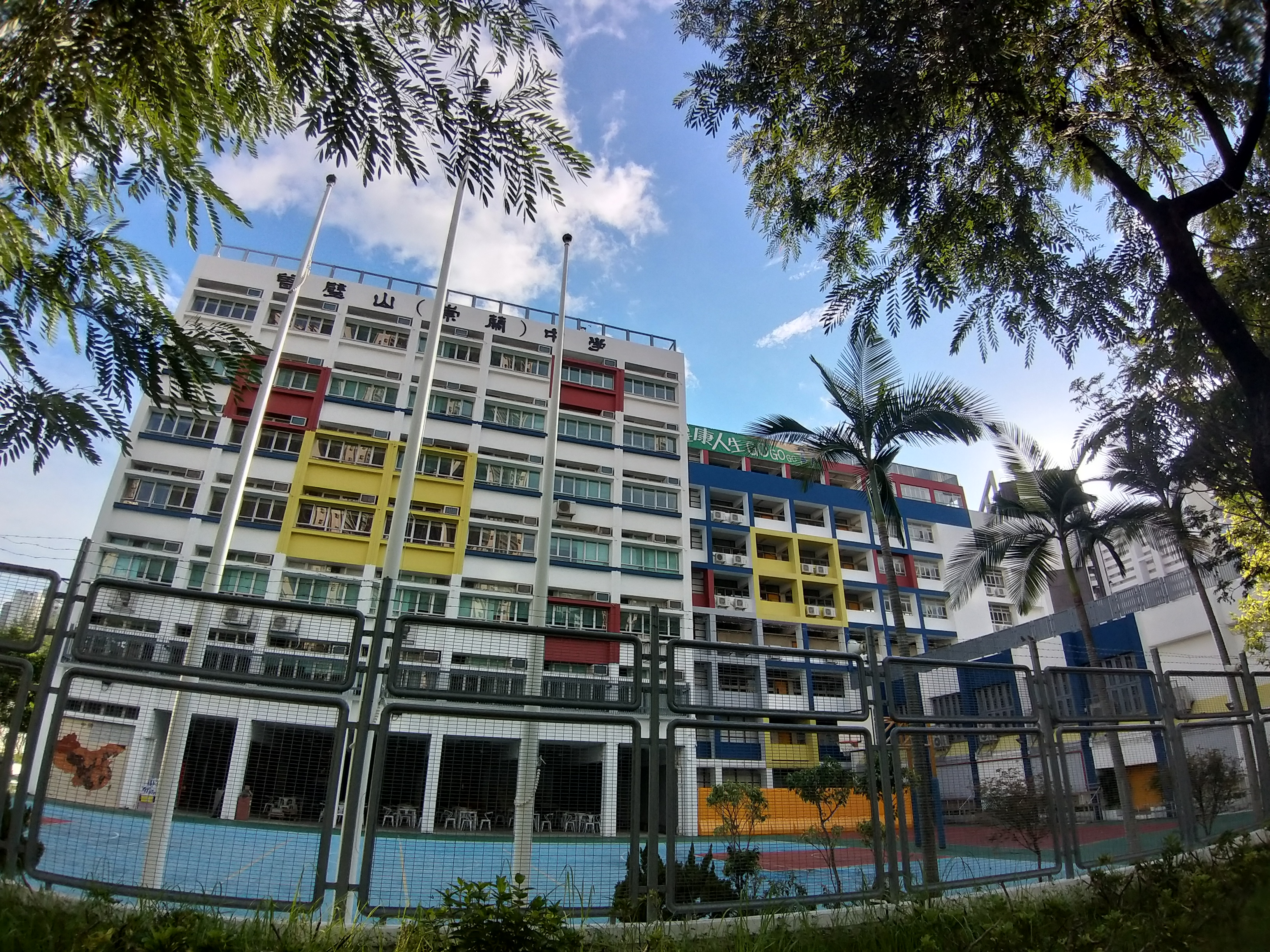
校舍東北面

## 事件
- 2012年7月8日，於此校任職的教學助理黃紫健（24歲），與友人遠足至屏南石澗時因山洪暴發被沖走，兩人的屍體於一日後才被發現。事後，校方立即安排與他相熟的學生，接受緊急心理輔導[7]。
- 2019年9月2日，校友與學生響應和參與罷課，於校門外聚集和組成人鏈被該校鄭傳偉老師及某訓導主任用相機記錄，並用作舉報用途同即時報警。事後有大批警員當中包括交通警到場戒備和與參與罷課師生對峙，並有警員向部分罷課學生搜身及即時拘捕行動，校方即時向涉事參與罷課學生停課及記過處分，以及不時於學校附近巡邏。校方亦嚴厲譴責罷課學生是愚蠢行為，涉事有參與罷課教師亦被校方不獲續約並即時解僱。[來源請求]
- 2021年3月18日，此校一名13歲中二男生，疑因違規而被老師訓斥後，在校內跳樓自殺身亡[8]。

## 校友
- 羅曉聰：香港青年足球隊隊員
- 陳小川：香港專業教育學院助教、2010年亞太廣播聯盟機械人大賽季軍
- 關梓陽（2012年中六）：無綫電視藝員[9]
- 羅詠怡（2012年中七）[10][註 2]：網絡紅人，曾為無綫電視自由合約藝員[11]
- 張子衝（2014年中六）：獨木舟香港代表隊成員[12]

## 註解
1. ↑  2020/21年數字[2]
2. ↑  羅詠怡曾於2019年1月2日播出的《#後生仔傾吓偈》第243集內透露相關學歷。

## 外部連結
- 曾璧山（崇蘭）中學官方網頁 （页面存档备份，存于）